# Kia Pride

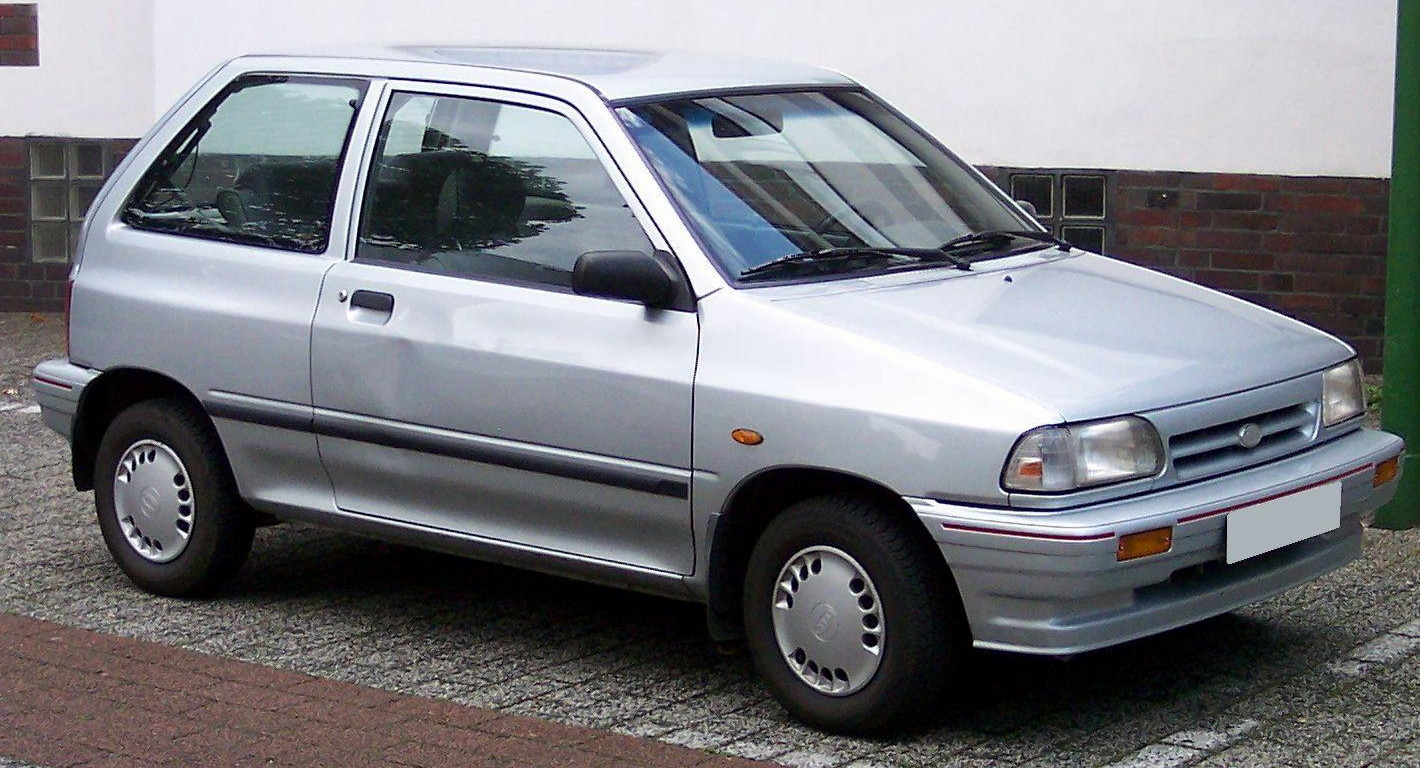
Kia Pride 3-deurs

De Kia Pride is een compacte personenauto, van de Zuid-Koreaanse autofabrikant Kia Motors die de auto produceerde van 1987 tot 2000.

## Geschiedenis
Het model kwam voort uit een gezamenlijk project van Kia, Mazda en Ford, waarbij de Kia Pride nauw verwant was aan de Mazda 121 en de Ford Festiva. Kia Motors bouwde als badge engineering voor Ford de Festiva op dezelfde assemblagelijn als de Pride. De Festiva werd vooral in Noord-Amerika en Oceanië op de markt gebracht en was in die jaren het instapmodel van Ford.
Sinds september 1995 was de Pride in Nederland te koop als een complete stadsauto met hoofdsteunen voor en achter, elektrisch te bedienen voorruiten, neerklapbare achterbank en vijf versnellingen. Op verzoek was een automatische transmissie leverbaar. De Pride had een dwars voorin geplaatste injectiemotor van Mazda met 1,3 liter inhoud, die een vermogen leverde van 44 kW.
De Kia Pride was verkrijgbaar als drie- en vijfdeurs hatchback en als vijfdeurs stationwagon. Buiten Nederland was ook een vierdeurs sedan leverbaar.

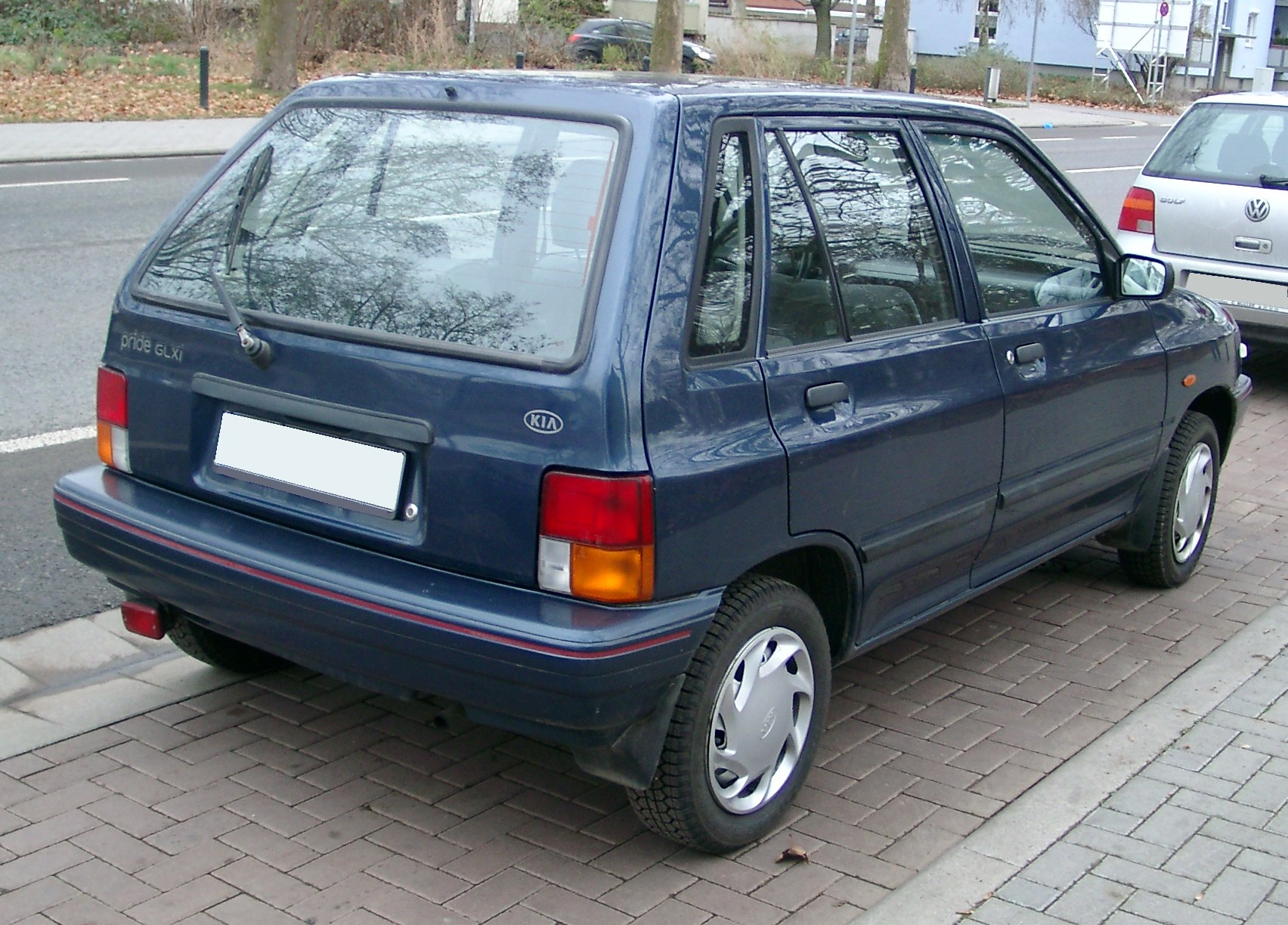
Kia Pride 5-deurs
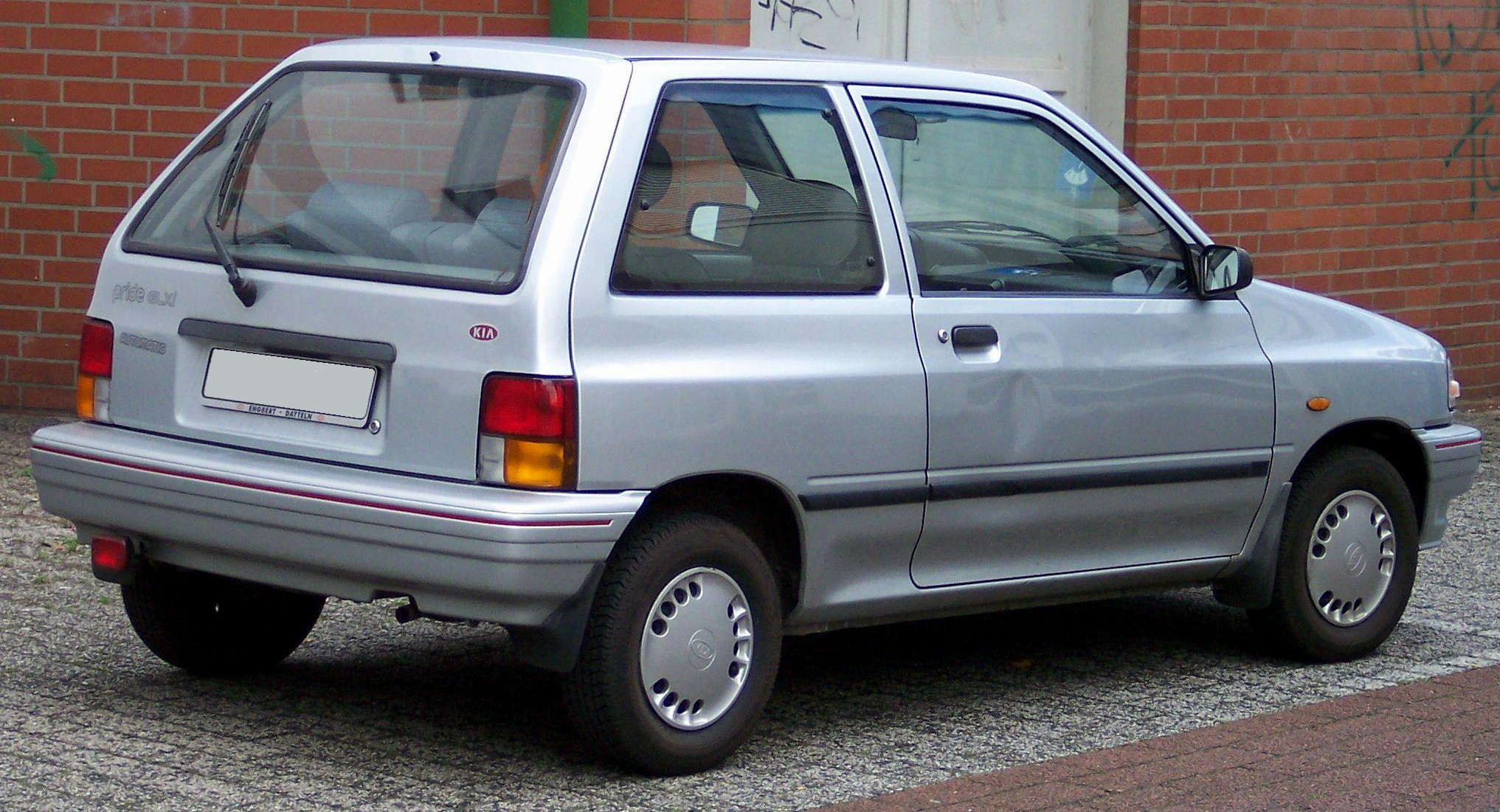
Kia Pride 3-deurs
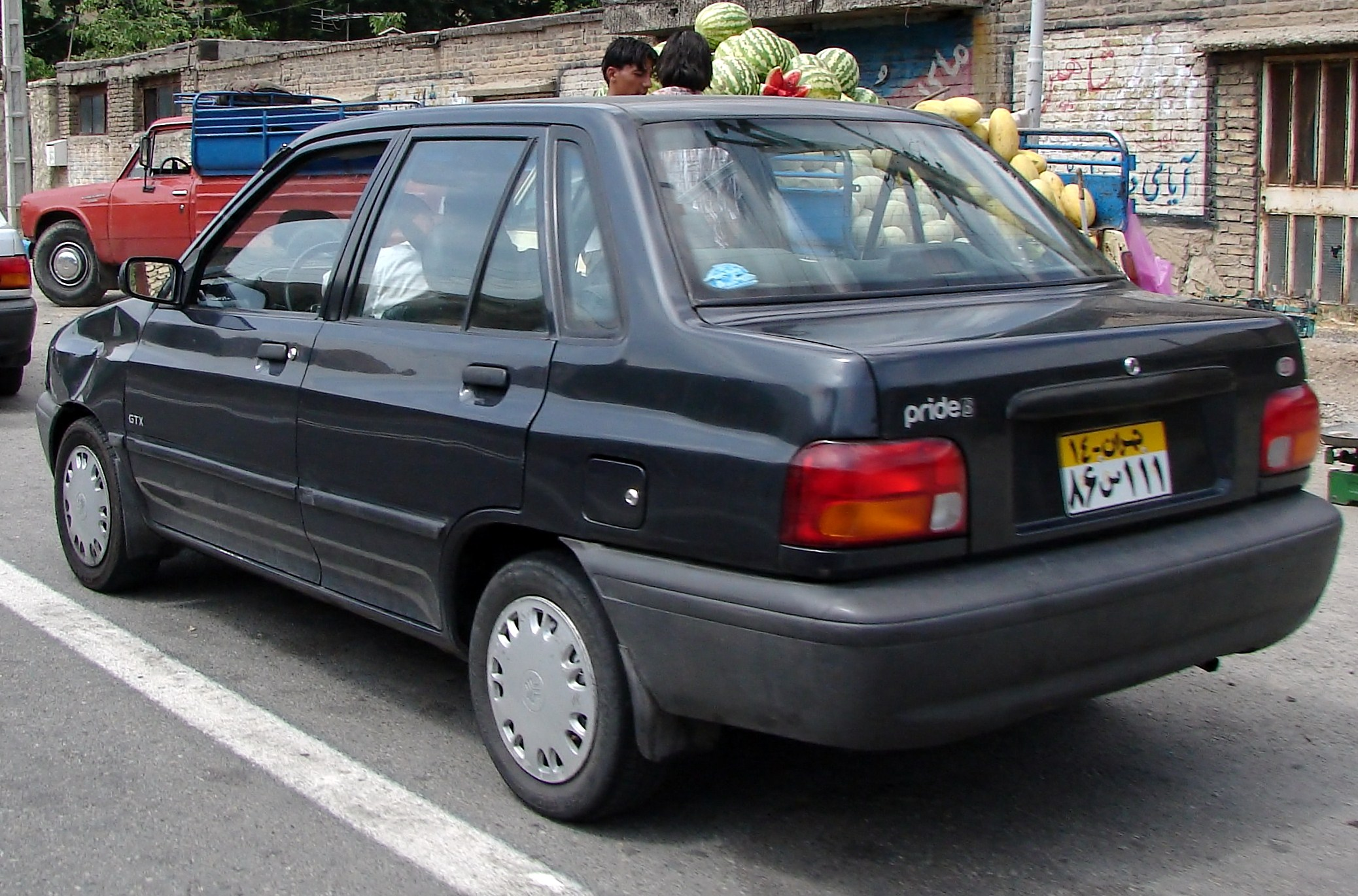
Kia Pride sedan
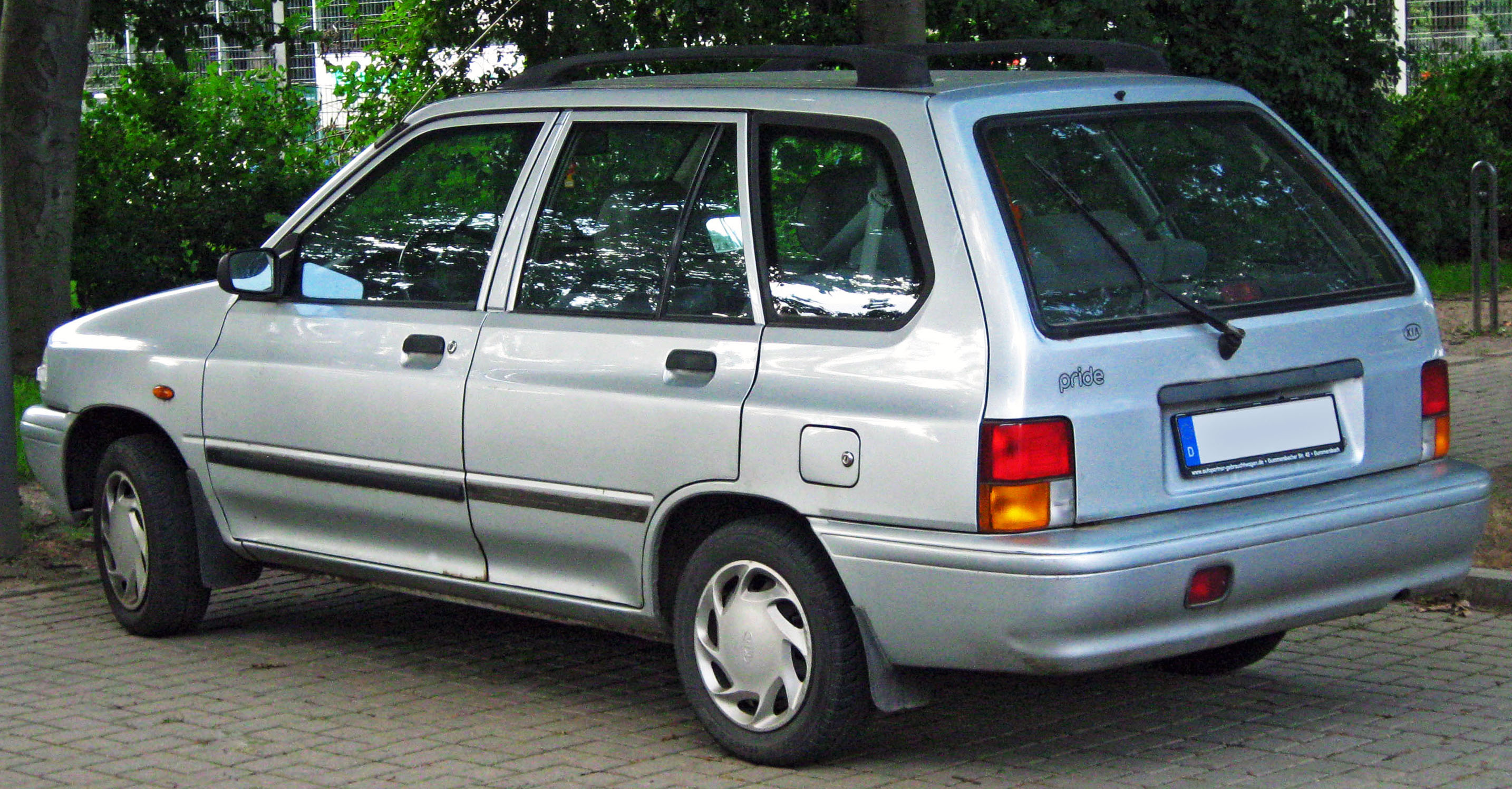
Kia Pride stationwagon
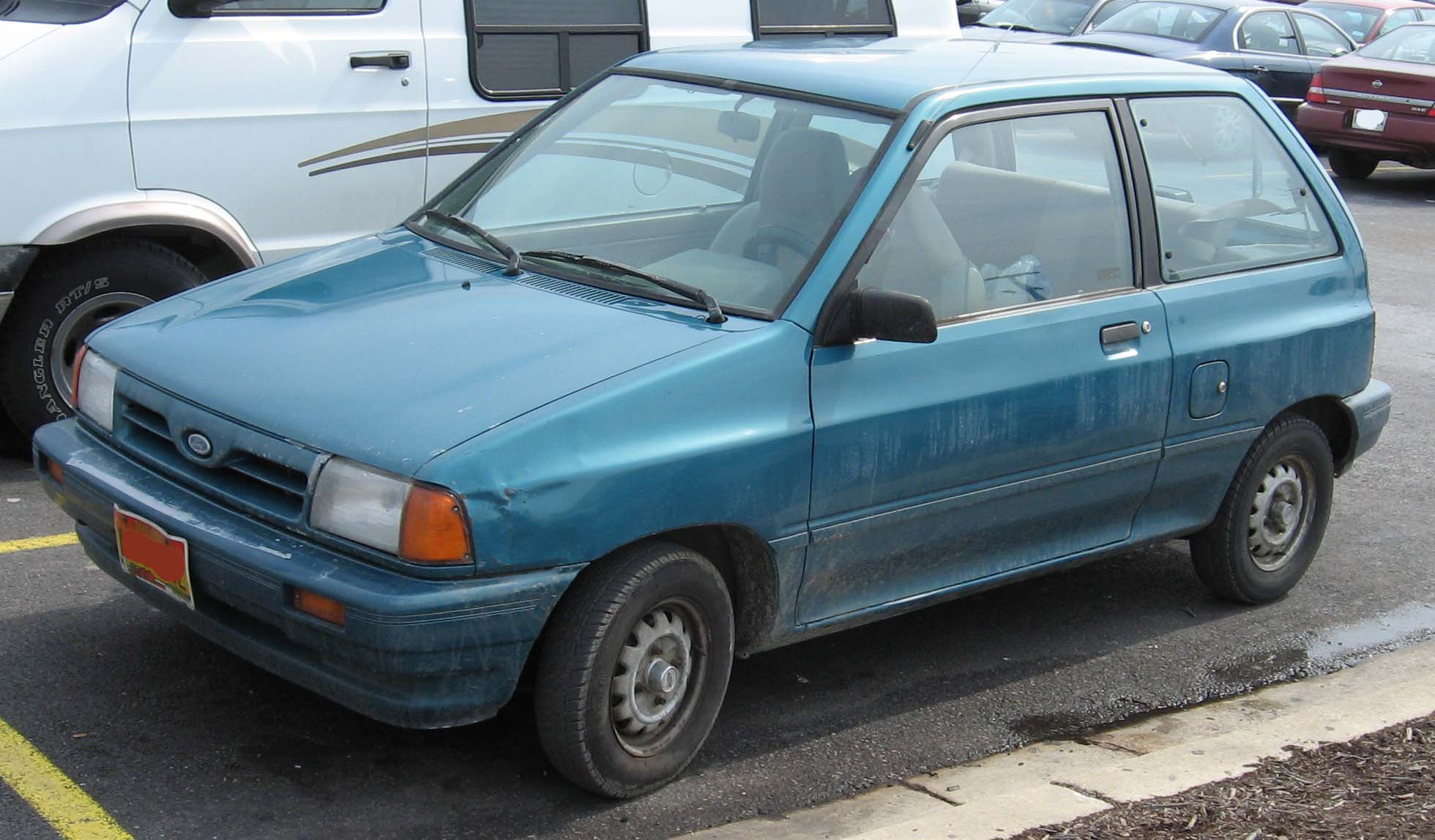
Ford Festiva (VS-versie van de Kia Pride)
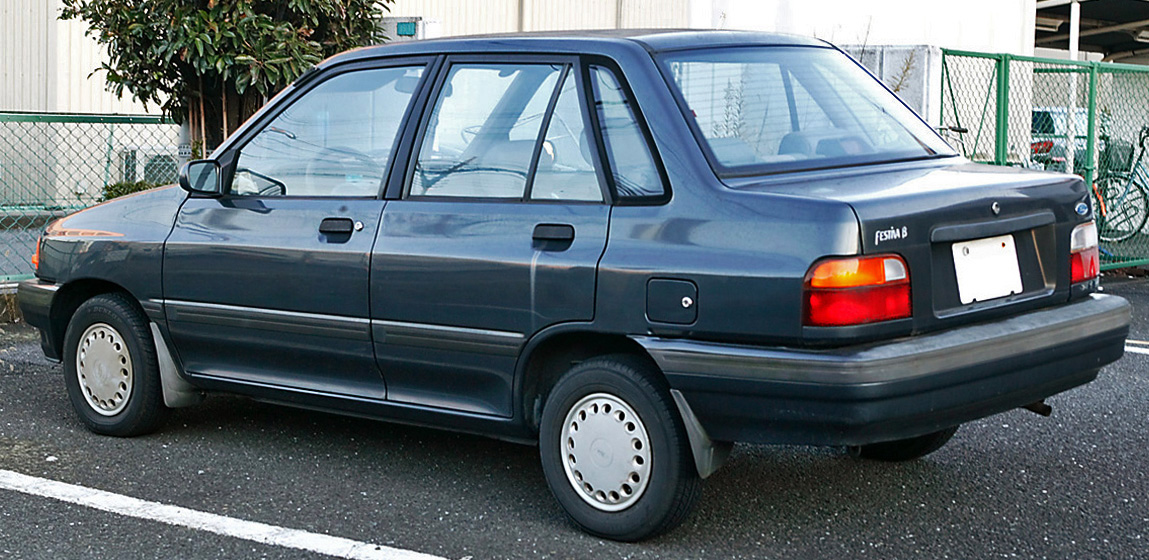
Ford Festiva sedan

De opvolger van de Kia Pride, die in 2000 verscheen, werd in Zuid-Korea en Indonesië uitgebracht als Kia New Pride maar in de rest van de wereld als de Kia Rio.
Huidige modellen Europa:
Ceed ·
EV3 ·
EV6 ·
EV9 ·
Niro ·
Niro EV ·
Picanto ·
Sorento ·
Sportage ·
Stonic
Overige modellen internationaal:
Bongo ·
Borrego ·
Cadenza ·
Carnival ·
Forte ·
K2 ·
Optima ·
Quoris ·
Ray ·
Soul
Uit productie:
Avella ·
Besta ·
Pregio ·
Carens ·
Cerato ·
Clarus ·
Joice ·
Magentis ·
Opirus ·
Pride ·
Retona ·
Rio ·
Roadster ·
Mentor ·
Sephia ·
Shuma ·
Stinger ·
Venga